# Moraña
Moraña è un comune spagnolo di 4 285 abitanti situato nella comunità autonoma della Galizia.